# Останков, Пётр Александрович
Пётр Алекса́ндрович Оста́нков (1867—1949, Ленинград) — русский и советский психиатр, доктор медицинских наук, профессор, заслуженный деятель науки РСФСР.

## Биография
Пётр Александрович Останков родился в 1867 году.
Обучался на медицинском факультете Казанского университета. На 5 курсе был награждён золотой медалью за работу «Психометрические измерения над здоровыми: изменение скорости психических процессов в различное время дня». С 1893 года, после окончания обучения, работал сверхштатным ассистентом на кафедре психиатрии Казанского университета. Спустя год, по приглашению В. М. Бехтерева, перешёл работать на кафедру душевных и нервных болезней Военно-медицинской академии, где занимал должность ассистента. В 1898 году был назначен заведующим отделением клиники Военно-медицинской академии.
В 1899 году П. А. Останков отправился в заграничную командировку, где изучал методы лечения и организацию психиатрических больниц во Франции, Великобритании, Швейцарии и Германии. В 1900 году защитил диссертацию на степень доктора медицины на тему «Вытяжения позвоночника как метод лечения нервных болезней». В 1907 году получает звание профессора кафедры судебной психиатрии Психоневрологического института. С 1912 года П. А. Останков заведовал женским отделением психиатрической клиники Психоневрологического института. С 1915 года был профессором судебной психиатрии юридического факультета Петроградского университета. С 1918 по 1943 г.г. заведовал кафедрой психиатрии Женского медицинского института, а с 1943 года до самой смерти — профессор данной кафедры.
В 1936 году П. А. Останкову было присвоено звание заслуженного деятеля науки РСФСР, а 14 декабря 1945 года он был награждён Орденом Трудового Красного Знамени.
Скончался в 1949 году в Ленинграде. Похоронен на Серафимовском кладбище.

## Научная деятельность
П. А. Останков занимался анатомо-физиологическими исследованиями и клинико-психопатологическими наблюдениями. П. А. Останковым были предложены классификации шизофренической, эпилептической и циклоидной групп психозов. Изучал клинику спинной сухотки.
Одним из первых в СССР применил лечение прогрессивного паралича прививкой малярии, а также ввёл новый метод лечения психических расстройств — лечение плацентарной кровью. Разрабатывал метод лечения шизофренической группы психозов пересадкой половых желез. Вёл наблюдения над прививками брюшного тифа больным шизофренией с терапевтической целью. П. А. Останков считал, что психическое расстройство является результатом взаимодействия генетически развитого организма и действующих на него как в нём самом, так и в окружающем вредных условий.
Являлся почётным членом президиума Ленинградского общества психиатров и невропатологов, был постоянным участником и членом президиума съездов психиатров.

## Интересные факты
- В 1933 году П. А. Останков был номинантом на соискание Нобелевской премии по приглашению Нобелевского комитета[1].

## Основные труды
- Останков П. А. Врачебный строй психиатрических больниц, 1907.
- Останков П. А. Фазы мании, 1911.
- Останков П. А. К этиологии раннего слабоумия, 1914.
- Останков П. А. О клинике аменции, 1925.